# Futurepop
El futurepop és un gènere de música electrònica que barreja influències gòtiques, del synthpop i del trance. El terme prové de Ronan Harris i Stephan Groth, dos dels pioners d'aquest estil. Les cançons futurepop tenen una base melòdica però no alegre com la màkina, intervenen instruments industrials o acords repetits i la veu sol ser masculina. Es conrea sobretot a països nòrdics i germànics.

## Grups destacats de futurepop
- Apoptygma Berzerk
- Covenant
- Icon of Coil
- Re/Move
- VNV Nation
- Colony 5
- Suicide Commando
- Seabound
- Code 64